# Norops conspersus
Norops conspersus är en ödleart som beskrevs av  Garman 1887. Norops conspersus ingår i släktet Norops och familjen Polychrotidae. Inga underarter finns listade i Catalogue of Life.